# Robert Leeson
Robert Arthur Leeson (21. března 1928, Barton, Cheshire – 29. září 2013) byl anglický novinář a spisovatel známý především svými knihami pro děti a mládež.

## Život
Narodil se v dělnické rodině jako nejmladší ze čtyř dětí. Již od útlého věku rád poslouchal vyprávění různých příběhů a od šestnácti let pracoval pro místní noviny. Roku 1946 byl odveden a dvouletou vojenskou službu strávil na Blízkém východě v Egyptě, odkud si přinesl zájem o arabskou kulturu. Po návratu domů vstoupil do Komunistické strany a dalších dvacet let pracoval pro její noviny, nejprve pro Daily Worker a pak pro Morning Star. Roku 1952 se v Budapešti seznámil s Norkou Gunvor, se kterou se o dva roky později v Oslu oženil a měl s ní dvě děti, Freda a Christine.
Jako spisovatel debutoval poměrně pozdě, až začátkem sedmdesátých let. Je autorem více než sedmdesáti knih pro děti a mládež, historických románů, děl sci-fi a fantasy i silně sociálních románů a povídek. Sám si vydával svou poezii, kterou mu ilustrovala jeho manželka. Psal také pro rozhlas a televizi. Byl velmi aktivní v propagaci čtení mezi dětmi, navštívil více než šest set škol a knihoven a povzbuzoval děti ve čtení a ve tvůrčím psaní. Roku 1985 obdržel Cenu Eleanor Farjeonové (Eleanor Farjeon Award) za zásluhy v oblasti britské dětské literatury.